# 石泉镇 (北安市)
石泉镇，是中华人民共和国黑龙江省黑河市北安市下辖的一个乡镇级行政单位。

## 行政区划
石泉镇下辖以下地区：
石泉村、长胜村、石昌村、通河村、团结村、石远村、石华村、西边村、勤俭村、发展村、光华村、解放村、永跃村和富华村。